# Quách Tĩnh
Quách Tĩnh còn gọi là Quách Tịnh, Quách Tỉnh (tiếng Trung: 郭靖, bính âm: Guō Jìng) là nhân vật chính trong tiểu thuyết Anh hùng xạ điêu của Kim Dung. Quách Tĩnh cũng là nhân vật phụ trong tiểu thuyết Thần điêu hiệp lữ (phần thứ hai của Xạ Điêu Tam Bộ Khúc, bao gồm: Anh hùng xạ điêu, Thần điêu hiệp lữ và Ỷ Thiên Đồ Long Ký).
Quách Tĩnh là con của dũng sĩ chống Kim Quách Khiếu Thiên và Lý Bình. Như vậy Quách Tĩnh gọi Quách Thịnh (nhân vật trong truyện Thủy Hử, một trong 108 anh hùng Lương Sơn Bạc) là cụ tổ. Cái tên Quách Tĩnh là do đạo sĩ phái Toàn Chân, Trường Xuân Tử Khưu Xứ Cơ đặt cho với ý nghĩa mong chàng và người anh em kết nghĩa Dương Khang không quên báo thù mối nhục Tĩnh Khang của Đại Tống ngày trước.
Theo tiểu thuyết mô tả, Quách Tĩnh là người khờ và chậm chạp, mồm mép vụng về, hơi ngốc nghếch. Ngoại hình: mày rậm, mắt to, mặt vuông vức đầy đặn, có tướng mạo của bậc đại trượng phu. Tính tình hào sảng, vô tư, chăm chỉ, chân thật, dũng cảm, hay làm việc nghĩa. Quách Tĩnh lớn lên tại Mông Cổ sau khi cha bị vương gia nước Kim Hoàn Nhan Hồng Liệt sát hại. Từ đó Quách Tĩnh lần lượt bái tướng giỏi của Thành Cát Tư Hãn (Triết Biệt); Giang Nam Thất Quái và Hồng Thất Công làm sư phụ. Chàng học võ công của họ trở thành một trong những người giỏi nhất đương thời, được người đời gọi là Bắc Hiệp. Môn võ công nổi tiếng của Quách Tĩnh là Hàng Long thập bát chưởng - võ công trấn phái của Cái Bang.
Quách Tĩnh lấy Hoàng Dung, con gái Hoàng Dược Sư (một trong Thiên hạ ngũ tuyệt) làm vợ, sinh được ba người con: Quách Phù, Quách Tương và Quách Phá Lỗ.
Thành tích lớn nhất của Quách Tĩnh là lãnh đạo quần hùng võ lâm tham gia bảo vệ thành Tương Dương trước sự xâm lăng của người Mông Cổ trong nhiều năm. Khi thành Tương Dương thất thủ, trừ Quách Tương đang ở Tứ Xuyên nên không về kịp, toàn bộ gia đình Quách Tĩnh đều hy sinh để thể hiện tấm lòng tận trung báo quốc (theo lời kể lại của Diệt Tuyệt sư thái trong truyện Ỷ Thiên Đồ Long ký).

## Võ công
Võ công của Quách Tĩnh học được từ rất nhiều người, đầu tiên là từ Giang Nam thất quái. Được Mã Ngọc chân nhân (đại sư huynh của Toàn Chân Thất Tử) truyền dạy bí quyết luyện nội công của phái Toàn Chân khi còn lưu lạc ở sa mạc Mông Cổ. Sau là học được từ Hồng Thất Công môn Hàng Long Thập Bát Chưởng. Về sau lên Đào Hoa đảo, gặp được Chu Bá Thông, được ông truyền thụ hai môn võ lợi hại là Song Thủ Hỗ Bác và bảy mươi hai lộ Không Minh Quyền, lại bị Chu Bá Thông "chơi xấu" dạy Cửu Âm Chân Kinh.
Do tính cách cương nghị, khí phách nên Quách Tĩnh phù hợp hoàn toàn bộ chưởng pháp cương mãnh đệ nhất là "Hàng Long Thập Bát chưởng" (Quách Tĩnh cũng là số ít người sử dụng thành thạo bộ chưởng pháp này). Hàng Long thập bát chưởng là môn võ công trấn phái của cái bang song hành cùng Đả cẩu bổng pháp. Nhờ Hoàng Dung đã dụ Hồng Thất Công bằng những món ăn ngon nên ông đã truyền lại Hàng Long Thập Bát Chưởng lại cho Quách Tĩnh nhưng chỉ truyền 15 chiêu vì nếu truyền hết thì Quách Tĩnh sẽ là đệ tử của ông. Sở dĩ Hồng Thất Công lại có sĩ diện cao, thấy Quách Tĩnh tư chất vốn kém nên không muốn nhận làm đệ tử. Sau này khi Âu Dương Khắc đến bắt nạt các ăn mày trong cái bang (vì một số người trong cái bang đang làm chuyện trượng nghĩa: cứu người ra khỏi tay của Âu Dương Khắc và định dạy cho y 1 bài học). Nhưng võ công của Âu Dương Khắc cao hơn bọn họ nên tất cả đã thua. Quách Tĩnh và Hoàng Dung thấy nên đã ra tay cứu giúp nhưng Quách Tĩnh võ công lúc đó còn kém nên đánh thua. Hồng Thất Công thấy vậy định ra tay nhưng bị Âu Dương Khắc chọc tức rằng cao nhân một đời mà đánh với loại tiểu bối, thắng cũng mất mặt. Lúc đó, Hồng Thất Công đã nhận Quách Tĩnh và Hoàng Dung làm đệ tử rồi truyền nốt 3 chiêu còn lại cho Quách Tĩnh. Quách Tĩnh hoàn thiện 18 chiêu Hàng long thập bát chưởng.
Quách Tĩnh là người duy nhất học và hiểu trọn vẹn bộ "Cửu Âm chân kinh". Chu Bá Thông tìm hiểu lâu năm hơn cả (từ trong vô thức đã tự luyện võ công này) nhưng thiếu mất phần tổng cương chữ Phạn. Nam Đế, Bắc Cái luyện công chương chữ Phạn được dịch sang tiếng Hán nhằm chữa thương nhưng chỉ dừng ở đó. Vương Trùng Dương không luyện Cửu âm chân kinh mà chỉ học một đoạn để khắc chế Ngọc Nữ Tâm Kinh (chính đoạn này được khắc lại và về sau Dương Quá học được), như vậy cũng chỉ là một đoạn thiếu khuyết.
Sau này Quách Tĩnh học được thêm 72 lộ Không Minh Quyền của Chu Bá Thông, cương nhu kết hợp, lấy tinh túy của Cửu Âm chân kinh làm nền tảng, thuật "song thủ hỗ bác" độc nhất vô nhị. Về sau Quách Tĩnh tự nghiên cứu ra nhiều điều như trận pháp của Toàn Chân Thất Tử. Cuối cùng bị Âu Dương Phong ép luyện công, trong vòng một hai tháng võ công đã đại tiến triển. Trong lần Hoa Sơn luận kiếm thứ hai, Hoàng Dược Sư và Hồng Thất Công đều thầm khen ngợi dù cho tuổi đời còn rất trẻ nhưng đã có thể tiếp hơn trăm chiêu với hai người. Khi đến tuổi trung niên thì có thể nói võ công của Quách Tĩnh đã đạt tới mức cao thủ hạng nhất. Trong thiên hạ khi đó, số người có thể đấu ngang ngửa hoặc mạnh hơn ông có lẽ không quá 5 người.
Về nội công thì trích dẫn suy nghĩ của Trương Tam Phong (Ỷ Thiên Đồ Long ký): "Trong một sát na, Trương Tam Phong thấy một luồng lực đạo vô cùng mạnh mẽ theo lòng bàn tay đi vào mình, tuy còn kém xa nội lực của ông về mặt tinh thuần chuyên nhất, nhưng hàng hàng lớp lớp, liên miên bất tuyệt dường như không bao giờ dứt, không bao giờ cùng. Ông kinh hoảng, định thần nhìn kỹ mặt Trương Vô Kỵ, thấy mắt chàng không lộ quang hoa, chỉ ẩn dấu một nét trong sáng, ôn hòa, hiển nhiên đã đạt tới cảnh giới tuyệt đỉnh, bình sinh ông gặp chỉ có vài người như Giác Viễn đại sư, đại hiệp Quách Tĩnh, thần điêu đại hiệp Dương Quá là đạt đến cảnh giới này thôi. Còn đương thời, ngoại trừ chính ông ra, không tìm ra một người thứ hai có mức độ tương đương..." (Trận Hoa Sơn luận kiếm lần thứ 3, Trương Tam Phong khi đó còn là cậu bé đã có dịp gặp được tất cả cao thủ thời đó: Đông Tà Hoàng Dược Sư, Tây Cuồng Dương Quá, Nam Tăng Đoàn Trí Hưng, Bắc Hiệp Quách Tĩnh, Chu Bá Thông, Tiểu Long Nữ, Hoàng Dung, Anh Cô... đến cả Doãn Khắc Tây, Tiêu Tương Tử... không sót một ai. Đến khi về già, ngẫm lại ông cho rằng trong tất cả những người đó nội lực của Quách Tĩnh, Dương Quá và sư phụ Giác Viễn là mạnh nhất)
Năng lực của Quách Tĩnh rất mạnh nhưng chỉ thật sự ấn tượng trong bộ Thần điêu hiệp lữ. Một mình Quách Tĩnh vừa chống chọi rất nhiều binh sĩ Mông Cổ vừa đánh trả Kim Luân Pháp Vương; và nhiều lần một mình địch trăm người để bảo vệ thành Tương Dương.
Quách Tĩnh tuy trí tuệ không có gì nổi trội nhưng cuối cùng võ công lại thuộc hàng đệ nhất. Thậm chí ông còn thông thạo nhiều tài nghệ khác như: đấu vật, bắn cung, binh pháp... Thông qua nhân vật Quách Tĩnh, nhà văn Kim Dung muốn gửi tới thông điệp rằng: một người có tính cách trung hậu, ý chí kiên cường, giàu lòng yêu nước thương dân thì luôn xứng đáng được hưởng những thành quả tốt đẹp nhất.

## Phim ảnh
- Anh hùng xạ điêu: đã nhiều lần được dựng thành phim cả ở Trung Quốc, Hồng Kông và Đài Loan.

Các diễn viên đã thủ vai Quách Tĩnh: Bạch Bưu (1976), Huỳnh Nhật Hoa (1983), Huỳnh Văn Hào (1988), Trương Trí Lâm (1994), Lý Á Bằng (2003), Hồ Ca (2008), Dương Húc Văn (2017).

## Nguyên mẫu lịch sử
Quách Tĩnh trong tiểu thuyết của Kim Dung được lấy hình mẫu từ nhân vật lịch sử là Quách Bảo Ngọc.
Theo Kim Dung chia sẻ, nhân vật Quách Tĩnh được ông lấy nguyên mẫu từ một danh tướng của Thành Cát Tư Hãn – Quách Bảo Ngọc. Ông là hậu duệ của Quách Tử Nghi – vị đại tướng từng giúp nhà Đường dẹp loạn An Lộc Sơn. Ông tên chữ là Ngọc Thần, người ở huyện Trịnh, Hoa Châu (nay là tỉnh Thiểm Tây, Trung Quốc). Theo Nguyên sử, Quách Bảo Ngọc được miêu tả là người thông minh, đặc biệt thông hiểu thiên văn, giỏi bắn cung, cưỡi ngựa. Ông làm quan dưới triều nhà Kim, được phong tước Phần Dương quận công, trấn thủ Định Châu (nay là tỉnh Hà Bắc, Trung Quốc).
Năm 1211, dân gian bỗng nhiên truyền tụng lời đồng dao rằng: “Vẫy vẫy mũ cao, đến Hà Nam, phong Yên chi”, Quách Bảo Ngọc thấy điềm lạ, bèn xem thiên văn, thấy sao Thái Bạch hiện ra giữa ban ngày. Ông than rằng: “Quân bắc nam hạ, Biện Lượng sắp hàng, trời đổi họ rồi” (ý nói việc nhà Kim sắp bị diệt, thiên hạ sẽ rơi vào tay người khác). Quả nhiên sau đó không lâu, Thành Cát Tư Hãn đem quân chinh phạt nhà Kim. Khi quân Mông Cổ đánh tới, Quách Bảo Ngọc đành phải đem quân ra hàng. Ông là một trong bốn tướng lĩnh người Hán đầu tiên của Đế quốc Mông Cổ thời Thành Cát Tư Hãn (ba viên tướng còn lại là Sử Bỉnh Trực, Trương Nhu và Phạm Chu Cát).